# 足尾銅山

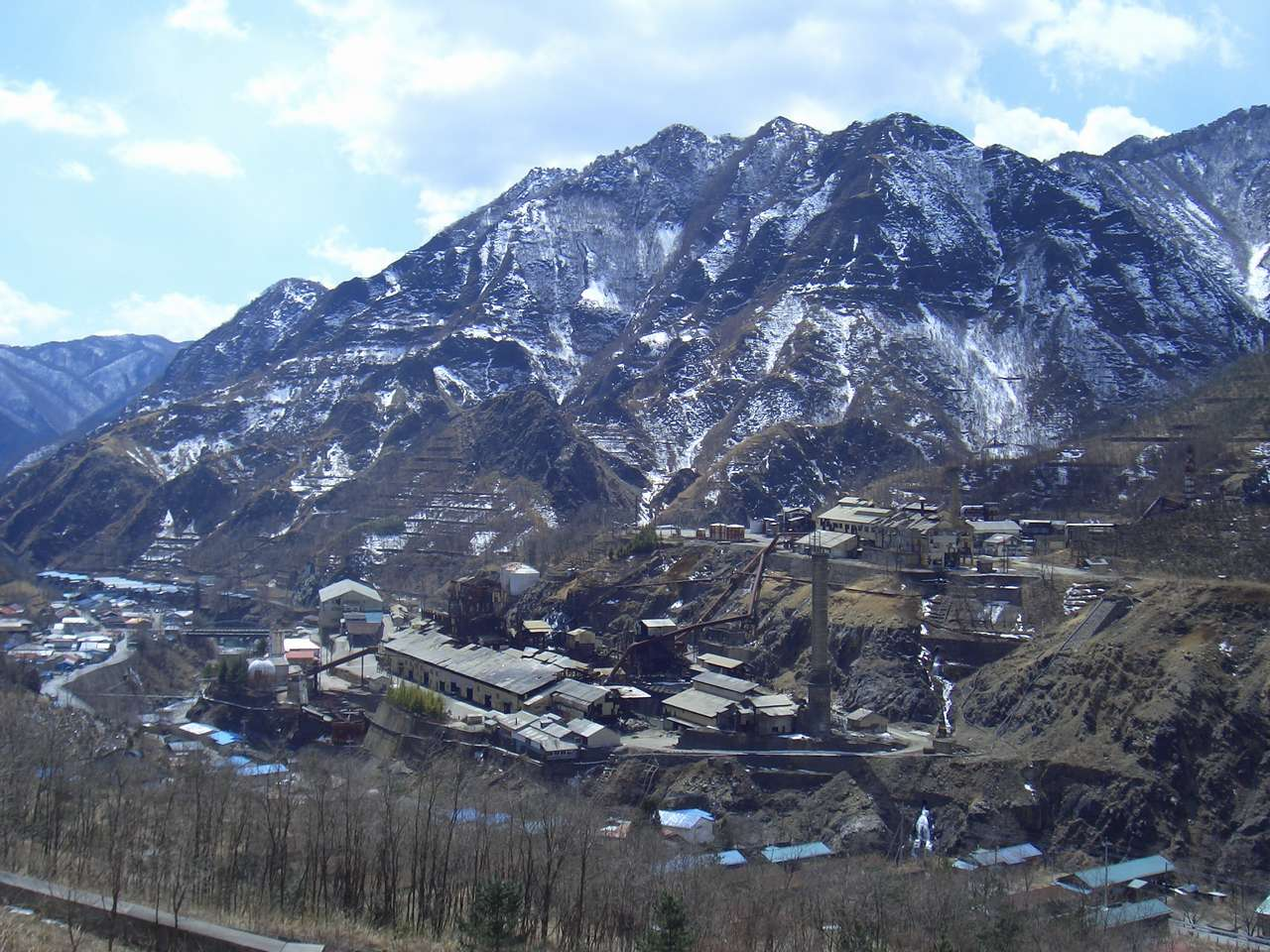
足尾製錬所跡（手前）と鉱山の備前楯山（奥）

足尾銅山（あしおどうざん）は、栃木県上都賀郡足尾町（現在の日光市足尾地区）にあった銅山（銅の鉱山）。
近現代には古河鉱業株式会社（現・古河機械金属株式会社）が所有し、1905年（明治38年）以後の名称は古河鉱業株式会社足尾鉱業所。明治時代には銅だけでなく亜砒酸も産出し、精錬の副産物として硫酸も生産していた。明治時代には日本初の公害事件とされる足尾鉱毒事件が起きたことでも知られる。「足尾銅山跡」として国の史跡に指定されている。

## 歴史

### 近世
足尾銅山は天文19年（1550年）に発見されたと伝えられている。慶長15年（1610年）、2人の百姓が鉱床を発見し、江戸幕府直轄の鉱山として本格的に採掘が開始されることになった。足尾に幕府は鋳銭座を設け、銅山は大いに栄え、足尾の町は「足尾千軒」と言われる発展を見せた。
採掘された銅は日光東照宮や江戸の増上寺の部材などに使われたほか、当時の代表的な通貨である寛永通宝の鋳造に用いられたこともある。江戸時代にはピーク時で年間1,200トンもの銅を産出していたが、その後は採掘量が極度に減少し、幕末から明治初期にかけてはほぼ閉山状態となっていた。

### 近代
明治維新後の1871年（明治4年）には足尾銅山が民営化されたが、銅の産出量は年間150トンにまで落ち込んでいた。 足尾銅山の将来性に悲観的な意見が多い中、1877年（明治10年）に古河市兵衛が足尾銅山の経営に着手した。数年間は全く成果が出なかったが、1881年（明治14年）に待望の有望鉱脈を発見し、その後は探鉱技術の進歩によって次々と有望鉱脈が発見された。
古河市兵衛の死後、1905年（明治38年）3月には足尾銅山が古河鉱業足尾鉱業所となった。当時の明治政府の富国強兵政策を背景に、銅山経営は久原財閥の日立鉱山、住友家の別子銅山とともに急速な発展を遂げた。20世紀初頭には、日本の銅産出量の40％ほどの生産を上げる大銅山に成長した。
しかしこの鉱山開発と製錬事業の発展の裏では、足尾山地の樹木が坑木・燃料のために伐採され、掘り出した鉱石を製錬する工場から排出される煙が大気汚染を引き起こしていた。荒廃した山地を水源とする渡良瀬川は洪水を頻発し、製錬による廃棄物を流し、足尾山地を流れ下った流域の平地に流れ込み、水質・土壌汚染をもたらし、足尾鉱毒事件と呼ばれる環境汚染（公害）を引き起こした。1891年（明治24年）、田中正造による国会での発言で大きな政治問題となった。1890年代から鉱毒予防工事や渡良瀬川の改修工事が行われたものの、鉱害よりも銅の生産を優先したことや、鉱毒予防が技術的に未熟なこともあって、鉱毒被害は収まらなかった。

### 現代

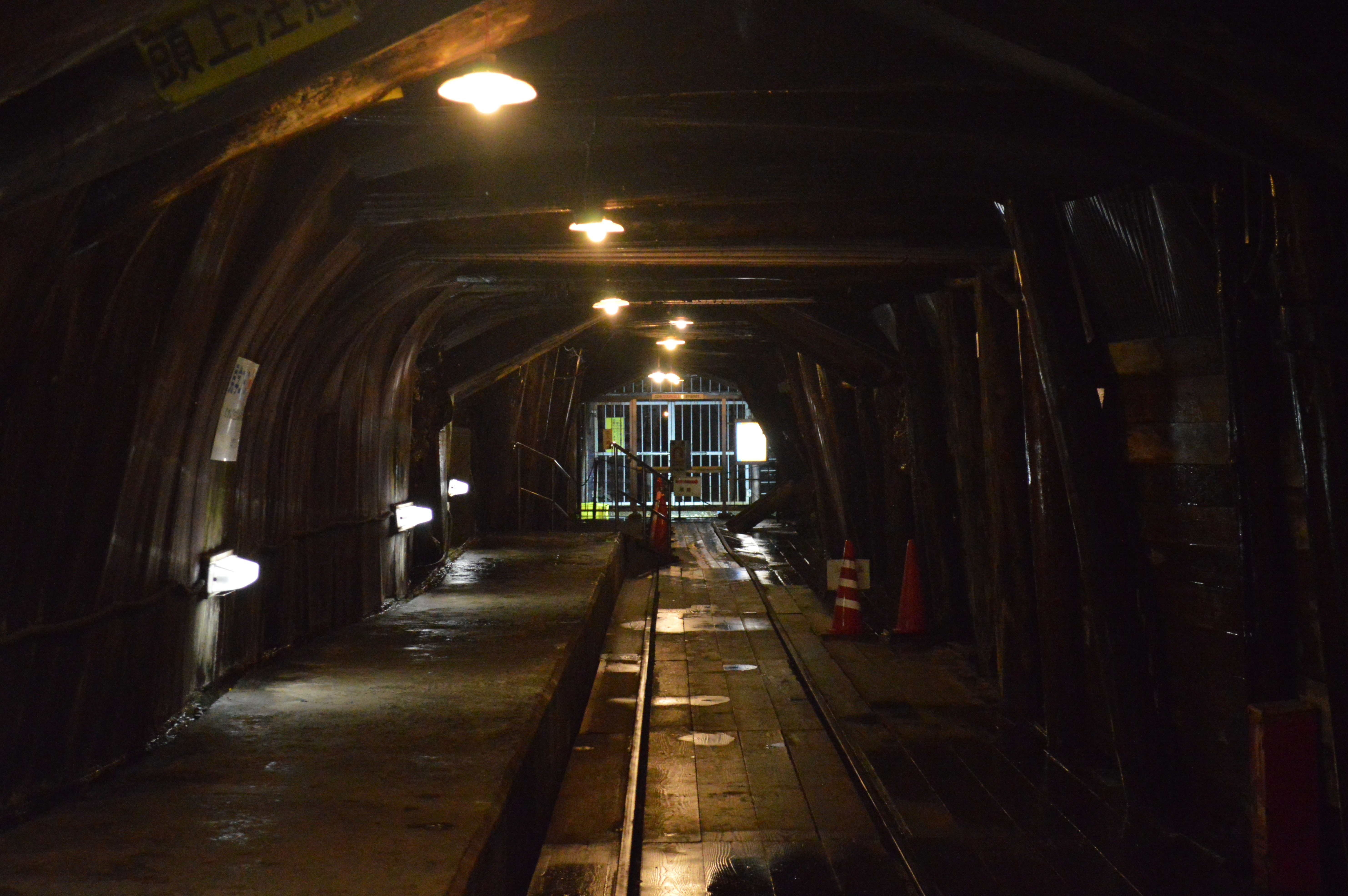
足尾銅山観光

1973年（昭和48年）2月27日をもって古河鉱業足尾鉱業所は採鉱を停止し（閉山）、足尾銅山は鉱山としての歴史を閉じた。江戸幕府や古河財閥により掘り進められた坑道は、総延長1,234キロメートルに達した。 
自社水力発電所と工業用水が山腹水であることから、閉山後も輸入鉱石による製錬事業は続けられた。1989年（平成元年）にJR足尾線の貨物輸送が廃止されると、鉱石と副生成物の硫酸の輸送が困難になったことから製錬事業を事実上停止した。2008年（平成20年）時点では、製錬施設を利用しての産業廃棄物（廃酸、廃アルカリなど）リサイクル事業を行っているのみである。
1980年（昭和55年）4月、足尾町（現・日光市）によって銅山の歴史を伝える観光施設の足尾銅山観光が開業した。実際の坑口からトロッコで坑道に入る体験型見学施設であり、近隣には鉱毒事件にも焦点を当てた古河足尾歴史館もある。
2012年（平成24年）、足尾銅山・映像データベース研究会が「足尾銅山写真データベース」を公開した。写真家の小野崎一徳は1883年（明治16年）から46年間にわたって現地を訪れ、足尾銅山や人間の営みを白黒写真に記録していた。柴岡信一郎による『足尾銅山の郷 生きている近代産業遺産』は、足尾銅山の栄枯盛衰を記録したフォトルポルタージュで、日本一の銅産出量を誇り近代産業の発展に大きく貢献した足尾町の現状を記録すると共に、地域振興において近代産業遺産をどのように活用できるかを述べている。

### 年表
近世

銅山奉行の岡上景能

- 慶長15年（1610年） - 足尾銅山が開山。
- 寛文・貞享年間（1661年～1687年） - 銅山の全盛期であった。
- 元禄年間（1688年～1704年） - 産銅量が激減したことで幕府は運営資金に窮する。
- 文化13年（1816年） - 銅量低下による資金の行き詰まりに見舞われた。この年、戸谷半兵衛光寿ら6人衆が5,000両を幕府に上納し、困窮者の救済にあたる。武蔵国本庄宿の名主戸谷半兵衛光寿や森田助左衛門豊香ら3人と、上野国（後の群馬県）の有力名主加部安左衛門兼重や星野家8代星野七郎右衛門朋存ら3人を合わせた6人衆が共に足尾銅山吹所世話役（幕府直営の足尾銅山を資金面から支援する役儀）を岩鼻代官所から拝命した。世話役の加部と戸谷は各金1,000両、他4人は各金750両、合計で5,000両を幕府に上納した。

近代

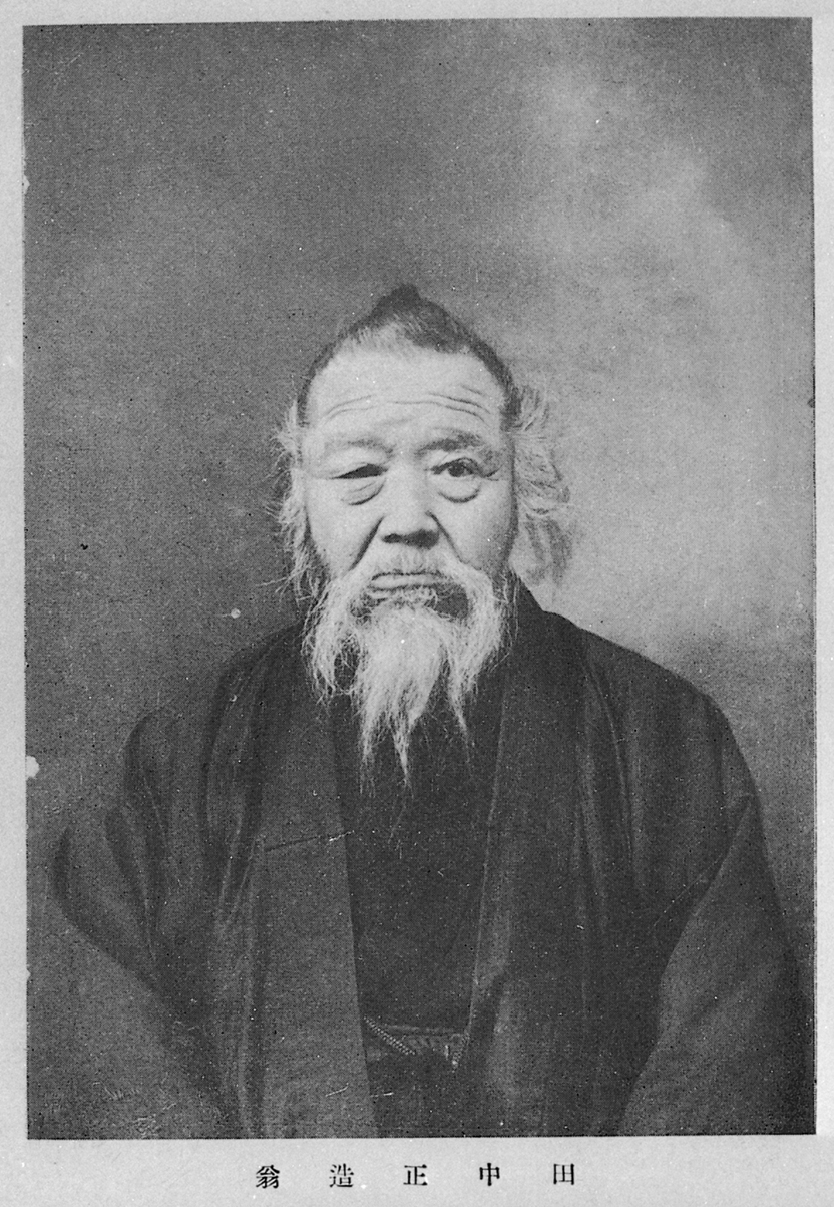
鉱毒問題を追及した田中正造

- 1877年（明治10年） 古河市兵衛が足尾銅山の経営に携わる。
- 1884年（明治17年） 足尾銅山の銅生産量が日本一となる。
- 1885年（明治18年） 『朝野新聞』、鉱毒被害を報道。
- 1887年（明治20年） 松木村で大規模山火事。間藤付近まで飛び火する。技師の塩野門之助が我が国初の転炉を開発。
- 1890年（明治23年）（明治23年） 渡良瀬川の大洪水で鉱毒の被害が拡大する。
- 1891年（明治24年） 田中正造、第2回帝国議会で鉱業停止要求。
- 1896年（明治29年） 通洞坑が貫通。
- 1896年（明治29年） 田中正造、第9議会において永久示談の不当性を追及。有志と雲竜寺に群馬栃木両県鉱毒事務所を設置。
- 1897年（明治30年）以降 禿山となった銅山周辺の山で植林がはじまる（2021年現在継続中）。
- 1897年（明治30年） 鉱毒被害民、大挙押出し。東京鉱山監督署長、足尾銅山に対して鉱毒除防工事命令。
- 1897年（明治30年） 足尾銅山に関する第1回鉱毒調査会を組織（会長は農相の榎本武揚）。
- 1898年（明治31年） 大蔵省、鉱毒被害民に対して地租条例による普通荒地免租処分を通達。該当者は公民権喪失。
- 1900年（明治33年） - 川俣事件発生。
- 1901年（明治34年） - 田中正造が衆議院議員を辞職。
- 1901年（明治34年） - 田中正造が議会開院式より帰途の明治天皇に直訴状を提出しようとして遮られる。麹町警察署にて取り調べ、夕刻釈放。
- 1901年（明治34年） - 田中正造が巣鴨監獄に服役。銅山、松木村全域を買収。
- 1902年（明治35年） - 足尾台風直撃。降水量315mm。被害甚大。
- 1903年（明治36年） - 古河市兵衛死去、養子の古河潤吉（実父陸奥宗光）が足尾銅山の経営を担うようになる。
- 1904年（明治37年） - 待矢場両堰普通水利組合との示談延長を停止。
- 1905年（明治38年） - 経営会社を古河鉱業と改称。古河潤吉死去、古河市兵衛の実子である古河虎之助が後継者となる。
- 1906年（明治39年） - 谷中村が廃村。日光精銅所操業開始。
- 1907年（明治40年） - 足尾暴動事件。銅山施設の大部分が焼失。
- 1907年（明治40年） - 足尾分署、足尾警察署として独立。
- 1907年（明治40年） - 谷中堤内地権者、東京救済会の勧告に従い土地収用補償金額裁決不服訴訟を提起。
- 1911年（明治44年） - 谷中村民16戸137人、北海道サロマベツ原野に移住（第1次）。
- 1912年（明治45年） - 足尾鉄道（桐生駅 - 間藤駅間、現在のわたらせ渓谷鐵道わたらせ渓谷線）開通。
- 1913年（大正2年） - 田中正造死去。
- 1921年（大正10年） - 古河商事が破綻し、古河鉱業に合併される。
- 1926年（大正15年） - 馬車鉄道廃止。ガソリンカーに転換。
- 1934年（昭和9年） - 沈殿池が溢れて渡良瀬川沿岸で鉱毒被害発生。待矢場両堰普通水利組合が派遣した監視員、銅山が故意に廃石などを河川に捨てるのを目撃、古河鉱業に厳重抗議。
- 1934年（昭和9年） - 北海道移住した旧谷中村民が帰郷請願書を栃木県知事に提出。
- 1944年（昭和19年） - 太平洋戦争下で足尾銅山が軍需会社に指定。

現代
- 1950年（昭和25年） - 三栗谷用水、鉱毒沈砂池を設置。総工費3,200万円のうち100万円を古河鉱業の寄付金で賄う。
- 1953年（昭和28年） - 待矢場両堰土地改良区と和解成立。土地改良資金800万円を寄付する。
- 1954年（昭和29年） - 小滝坑、廃止。
- 1956年（昭和31年） - 自溶製錬設備が完成し、亜硫酸ガスの排出が減少。
- 1958年（昭和33年） - 源五郎沢堆積場が決壊。待矢場両堰に鉱毒が流入。毛里田村鉱毒根絶期成同盟会成立。
- 1961年（昭和36年） - 銅・鉛・亜鉛の貿易自由化決定 これ以降、国内鉱山は次第に経営難となる。
- 1966年（昭和41年） - 天狗沢堆積場が決壊。毛里田村鉱毒根絶期成同盟会、古河鉱業に抗議。
- 1968年（昭和43年） - 政府の水質審議会、渡良瀬川の銅濃度基準を0.06ppmで決定。
- 1970年（昭和45年） - 桐生市水道局、渡良瀬川から基準値を超える砒素を検出。
- 1971年（昭和46年） - 太田市毛里田地区の米からカドミウムが検出される。
- 1972年（昭和47年） - 太田市毛里田地区の米、土壌のカドミウム汚染は、足尾銅山が原因と群馬県が断定（古河鉱業は否認）。
- 1973年（昭和48年） - 足尾銅山閉山、製錬事業は継続される。

閉山後
- 1974年（昭和49年） - 毛里田鉱毒根絶期成同盟会と、15億5,000万円で和解が成立。
- 1976年（昭和51年） - 草木ダム竣工。
- 1980年（昭和55年） - 足尾町によって足尾銅山観光が開業。
- 1989年（平成元年） - JR足尾線が、わたらせ渓谷鐵道への転換に伴い貨物廃止。足尾での製錬事業が事実上休止状態になった。
- 2002年（平成14年） - 環境基準の強化により、本山製錬所での廃棄物焼却事業を休止。
- 2006年（平成18年） - 足尾警察署が廃止されて足尾交番に転換。
- 2007年（平成19年） - 足尾銅山を「負の遺産」として世界遺産暫定リスト記載に向けて文化庁に要望書を提出。日本の地質百選に選定。経済産業省が取りまとめた近代化産業遺産群33に「足尾銅山関連遺産」として認定される。
- 2008年（平成20年） - 通洞坑と宇都野火薬庫跡が国の史跡に指定。
- 2010年（平成22年） - 製錬場が一部の施設を残して解体される。
- 2011年（平成23年）3月11日 - 1958年に決壊した源五郎沢堆積場が東北地方太平洋沖地震（東日本大震災）により再び決壊。鉱毒汚染物質が渡良瀬川に流下し、下流の農業用水取水地点で基準値を超える鉛が検出される[3]。また、決壊により、わたらせ渓谷鐵道の線路が破損し、同鉄道は同年4月1日まで運休を余儀なくされた。
- 2012年（平成24年） - 6月15日、「足尾銅山写真データベース」が正式公開される。
- 2022年（令和4年） - 2月28日、閉山50年を迎える。

## 公害
周辺の山々の森林では、鉱毒（亜硫酸ガス）による直接的な被害のほか、坑木を調達するための伐採、人口が増えたことによる山火事の発生、生活に必要な薪炭確保のための伐採などが行われたため荒廃が深刻化し、一部は自然回復が不能なはげ山と化した。1892年（明治25年）11月に導入されたベッセマー精錬は、それまで1ケ月かかっていた工程を2日に短縮しその生産増強に伴い亜硫酸ガスによる煙害も増大し、自熔鉱が導入される1956年（昭和31年）になって幾分か鎮静化した。これら森林を復旧するために国や県は、21世紀に入ってもなお治山事業による復旧を続けている。

## 施設
足尾銅山は備前楯山にあり、周辺の山からは銅は産出しなかった。

### 坑口
本山坑（有木坑）、小滝坑、通洞坑の3つの坑口があった。本山坑から小滝坑はほぼ一直線に繋がっており、通洞坑はこの太い坑道に横から接続する形になっている。このため、3つの坑口を結ぶ坑道は、T字型になっている。小滝坑は1954年（昭和29年）閉鎖。最後まで使われていたのは本山坑と通洞坑であった。より正確には、本山坑と有木坑は微妙に場所が違い、これ以外に近くに本口坑があった。通常はこの3つの坑口がまとめて「本山坑」と呼ばれる。有木坑は当初梨木坑という名であったが、縁起担ぎで有木に変更された。また、簀子橋という名の坑口もあった。規模は小さく、通洞坑と同一視されることが多いが、名目上は独立していた。現在の簀子橋堆積場付近にあった。

### 選鉱場
通洞地区に置かれた。最初期は使える鉱石かどうかを女工が目視で判別、選鉱したという。1918年（大正7年）には鉱石をボールミルで微細粉末にした浮遊選鉱法が用いられ、シックナーで捕集はするもの渡良瀬川は白濁した。

### 製錬所
本山地区にあったものが最も大きく、小滝地区にも小規模なものが置かれていた時代がある。鉱石から銅が製錬された。1960年代以降は、製錬時に出る亜硫酸ガスを回収して硫酸を製造し、これも出荷していた。

### 浄水場
1897年（明治30年）、鉱毒防止策として政府は足尾の銅山施設全てから出る水を一旦沈殿させることを命じた（第二回予防命令）。閉山後も浄水設備（沈殿池・乾泥池・濾過池、これに間藤〈本山〉のみ集砂池が加わる）の稼動は続けられ、間藤浄水場（本山）、中才浄水場（通洞）の2箇所が2007年（平成19年）時点も稼動中である。小滝にも浄水場はあったが、規模が小さかったため、中才に統合された。足尾銅山の公式な排水口は、精錬工場排水口、精錬カラミ排水口、間藤浄水排水口、中才浄水排水口、簀子橋堆積場上澄水排水口の5か所であったが、精錬を廃止することによって、中才浄水場と簀子橋堆積場以外から処理水の排水はない。中才浄水場は平常時の坑内からの浸透水や降雨時の堆積場からの流出水を石灰によりアルカリ性にして金属を沈殿させ固液分離したのち中性に戻して渡良瀬川に放流している。坑内からの浸透水の流出が続く限り廃止することができないでいる。

### 堆積場
鉱石くず（銅含有量の少ない鉱石、選鉱汚泥、カラミ）などを溜めている場所で、鉱滓ダムともいわれる。鉱山保安法に基づき公表されているものは足尾町内に14箇所（小滝堆積場は1990年（平成2年）6月堆積物を搬出したため減となり現在は13箇所）あり、その他、法律未満の堆積場や坑内からの捨石を置いた集積場等は中央グラウンドや旧社宅跡地をはじめとして各所にある。13の使用済み堆積場は金属鉱業等特別措置法により一応の緑化等の鉱害対策がなされたが、有越沢堆積場をはじめとする幾つかの堆積場は今後も維持管理と補植作業の継続が必要性とされている。なお簀子橋堆積場は中才浄水場から発生する汚泥の排出先として現在も使用され、沈殿後の上澄水を排出している。

### その他
社宅
社宅は坑口付近に多くつくられ、ほとんどの鉱夫は徒歩で通勤した。小学校や商店なども周辺につくられた。閉山後は無人となっており、現存しないものも多い。
神社
本山坑向かいの山頂付近に「本山鉱山神社」が存在する。本殿と拝殿の2棟があるが、何れも放棄されている。このほか、通洞坑には別に神社があり、足尾銅山観光出口付近に拝殿がある。
鉄索
足尾ではケーブルカー（索道）のことを鉄索と呼んだ。1890年（明治23年）にまず、細尾峠を越えて日光を結ぶ路線が作られた。最も大規模なものは、本山坑から銀山平を経て小滝坑に向かい、そこからさらに利根村根利に向かう路線である。物資や鉱石を運ぶため、足尾町内に大規模なものがいくつも作られたが、閉山後に全て撤去されている。登山家を乗せたという記述も残っており、鉱夫などの輸送にも使われたとみられる。
鉄道
人や物資を運ぶために町内の道路に線路が敷かれた。初期は馬車鉄道で、後期にはほぼ同じ路線をガソリンカーが走った。初期には馬車鉄道であった路線が、後に鉄索や鉄道に切り替えられたところも多い。

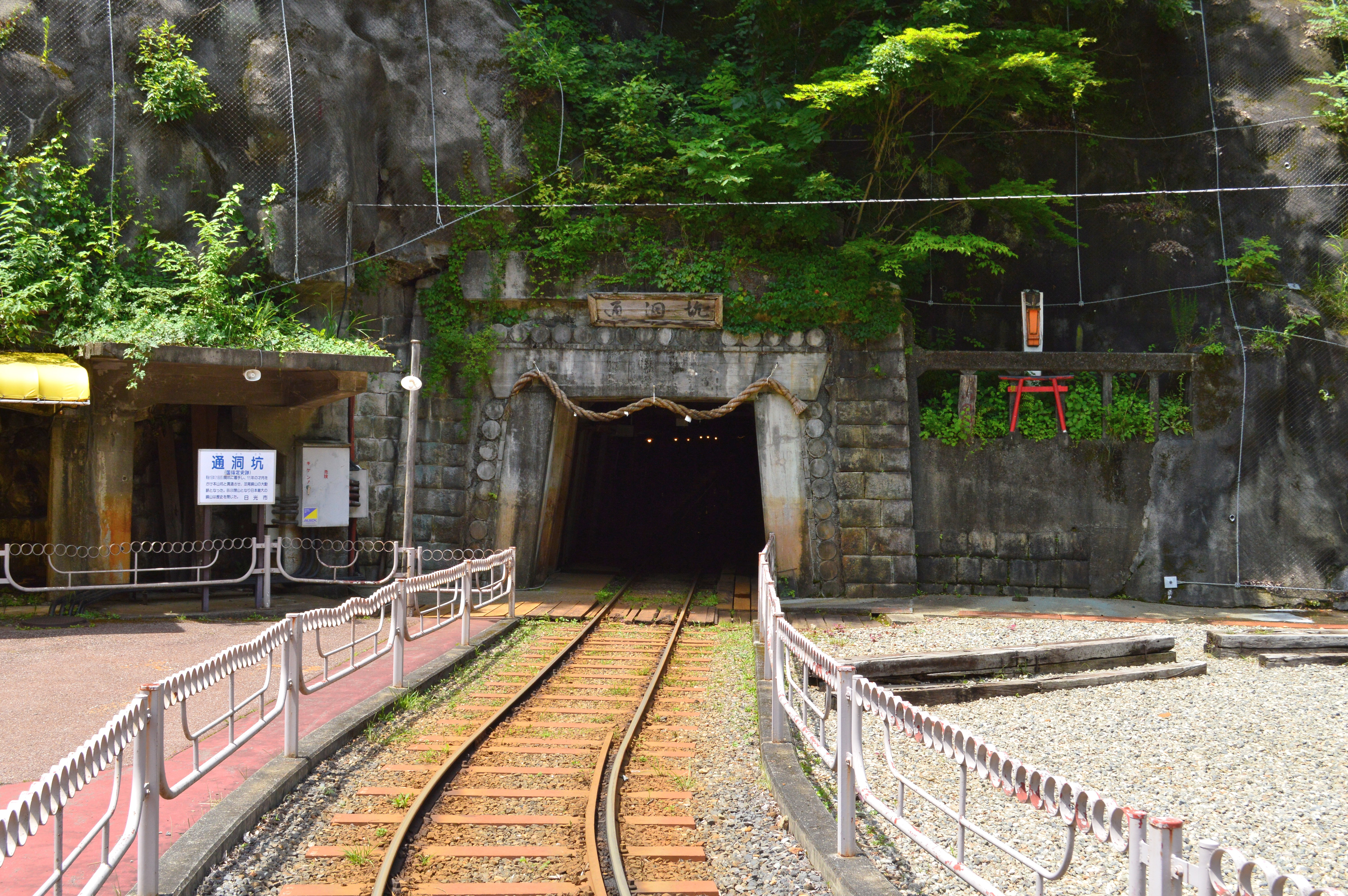
通洞坑口
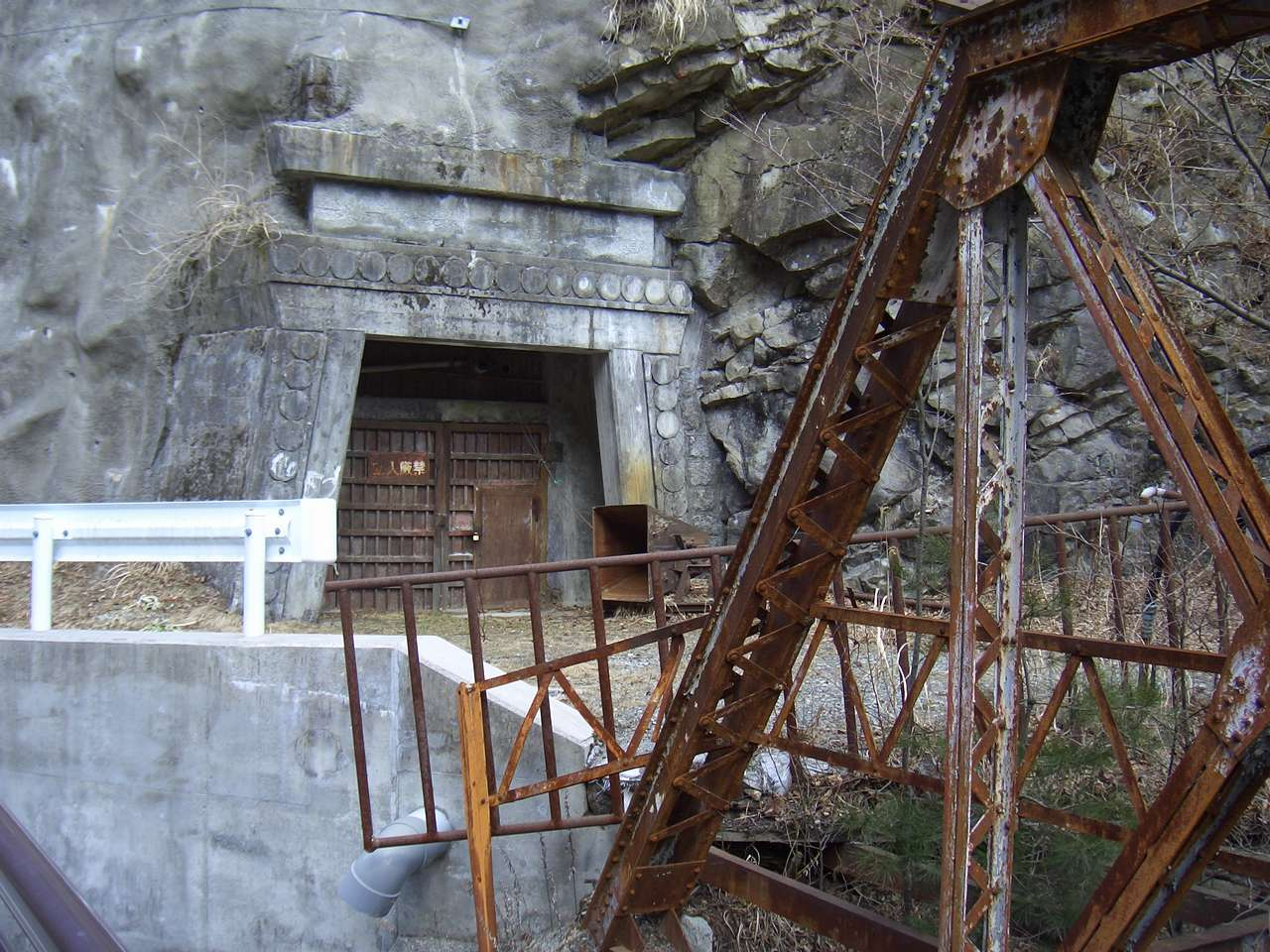
小滝坑口
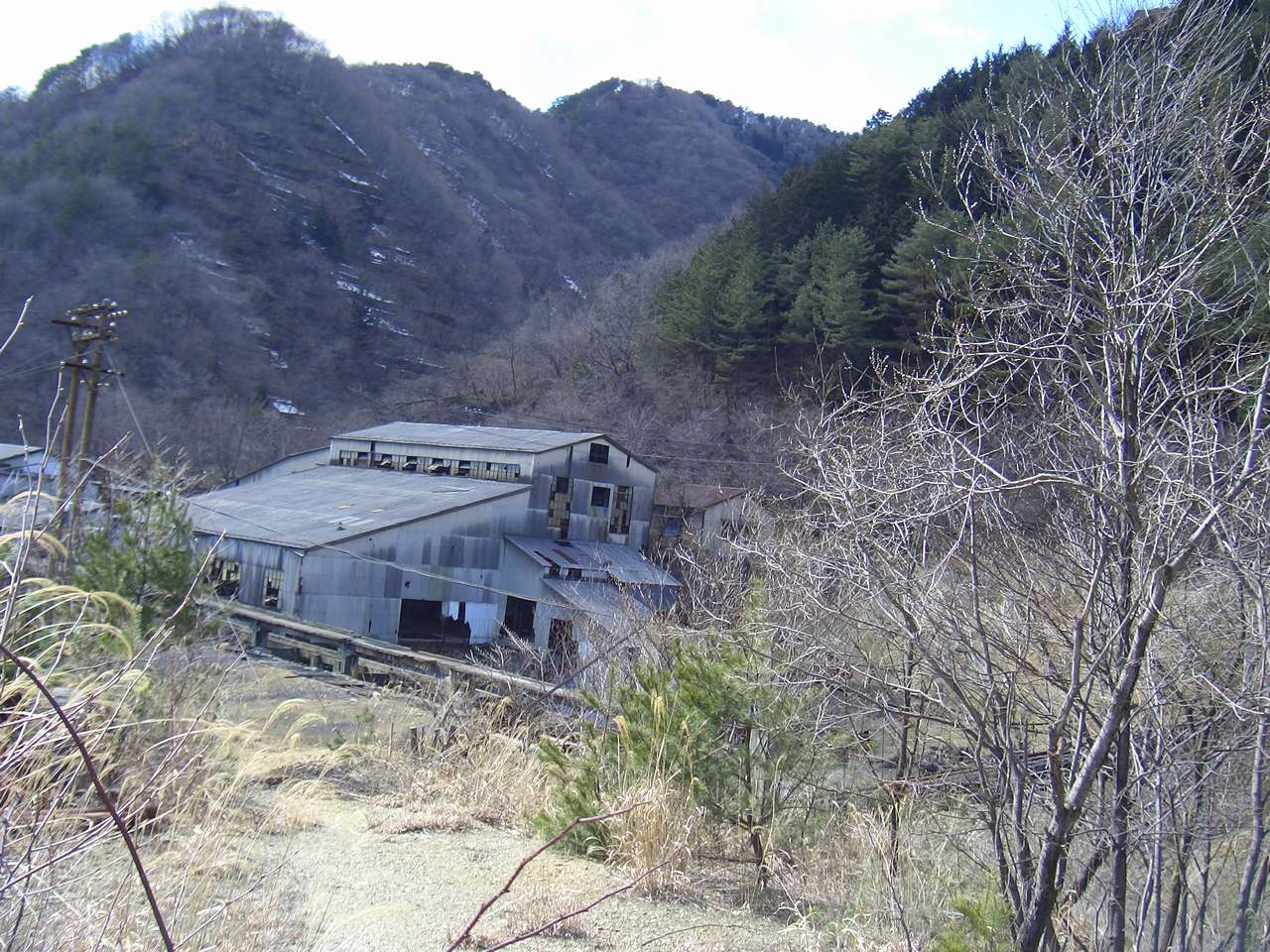
選鉱場
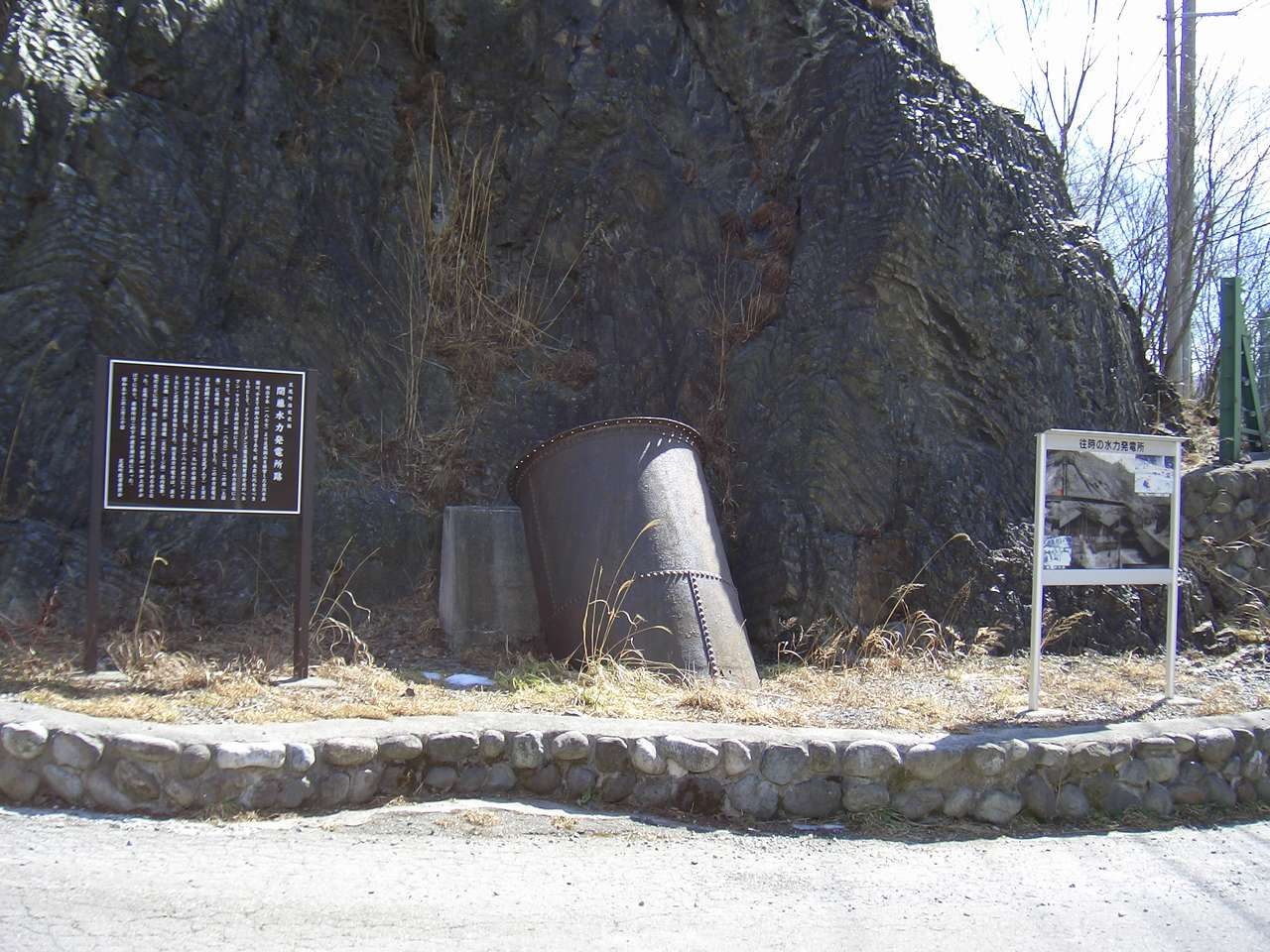
間藤水力発電所跡。発電所は正確にはこの場所よりさらに下にあった。
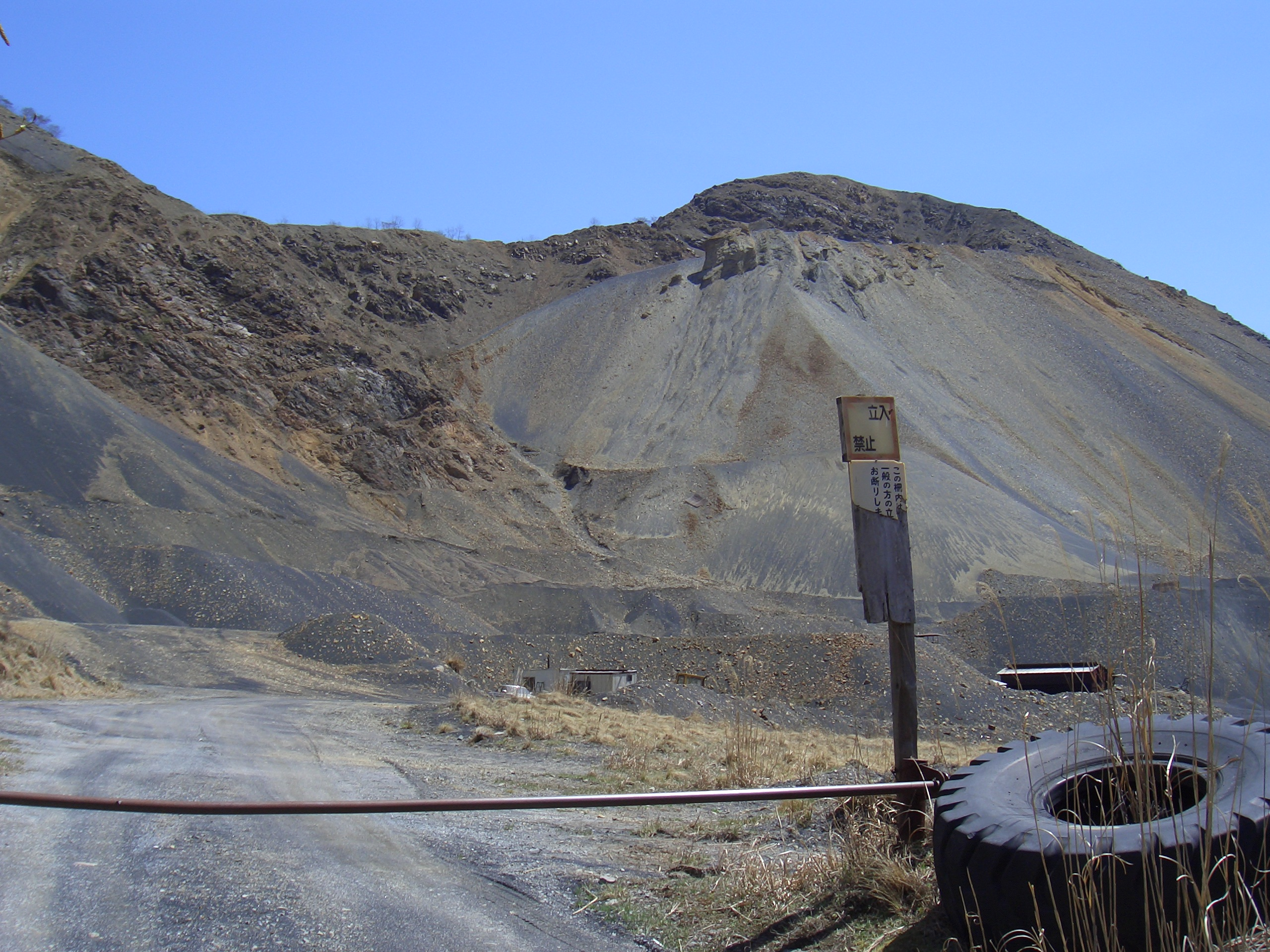
松木堆積場
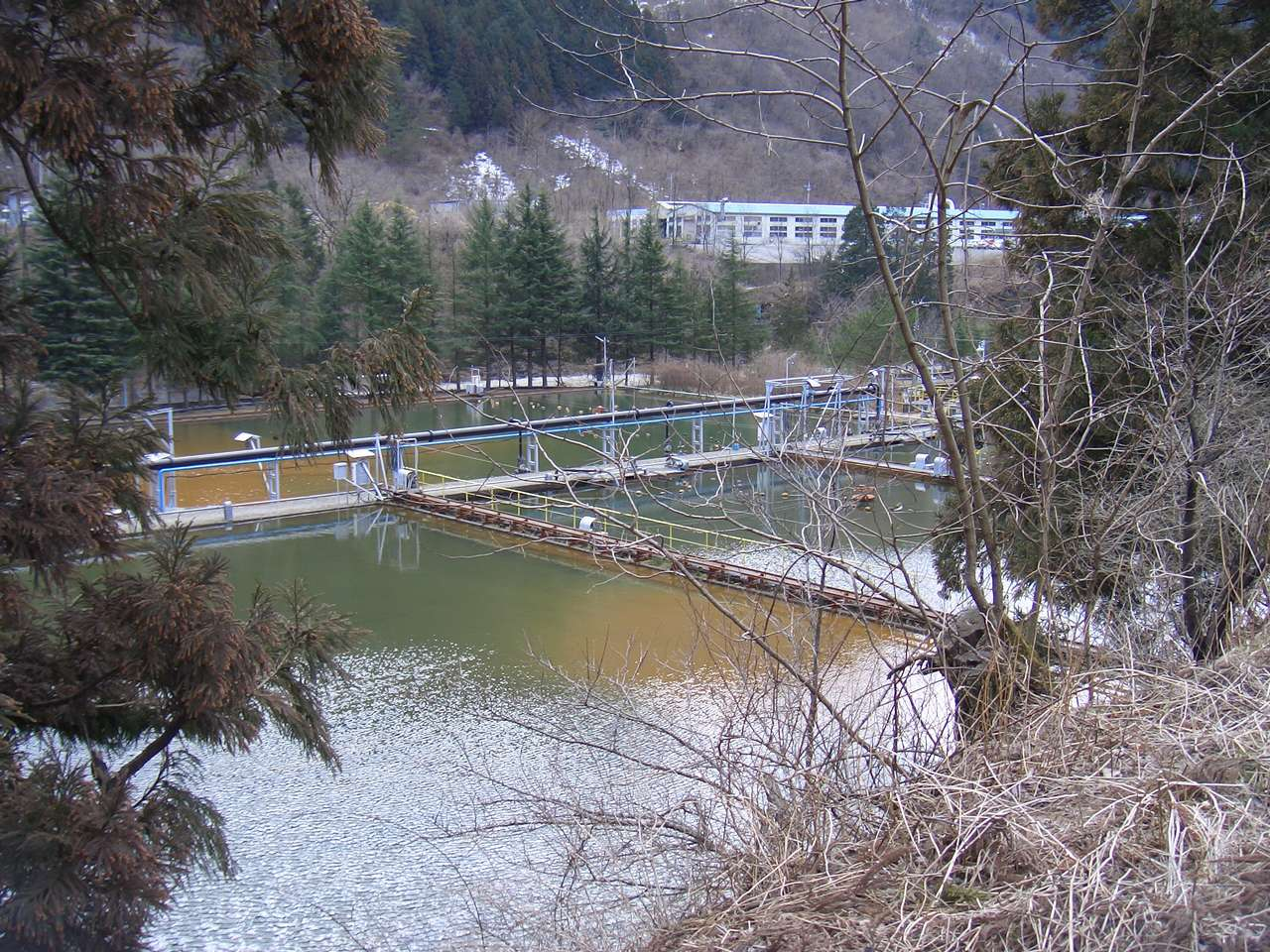
稼動中の中才浄水場
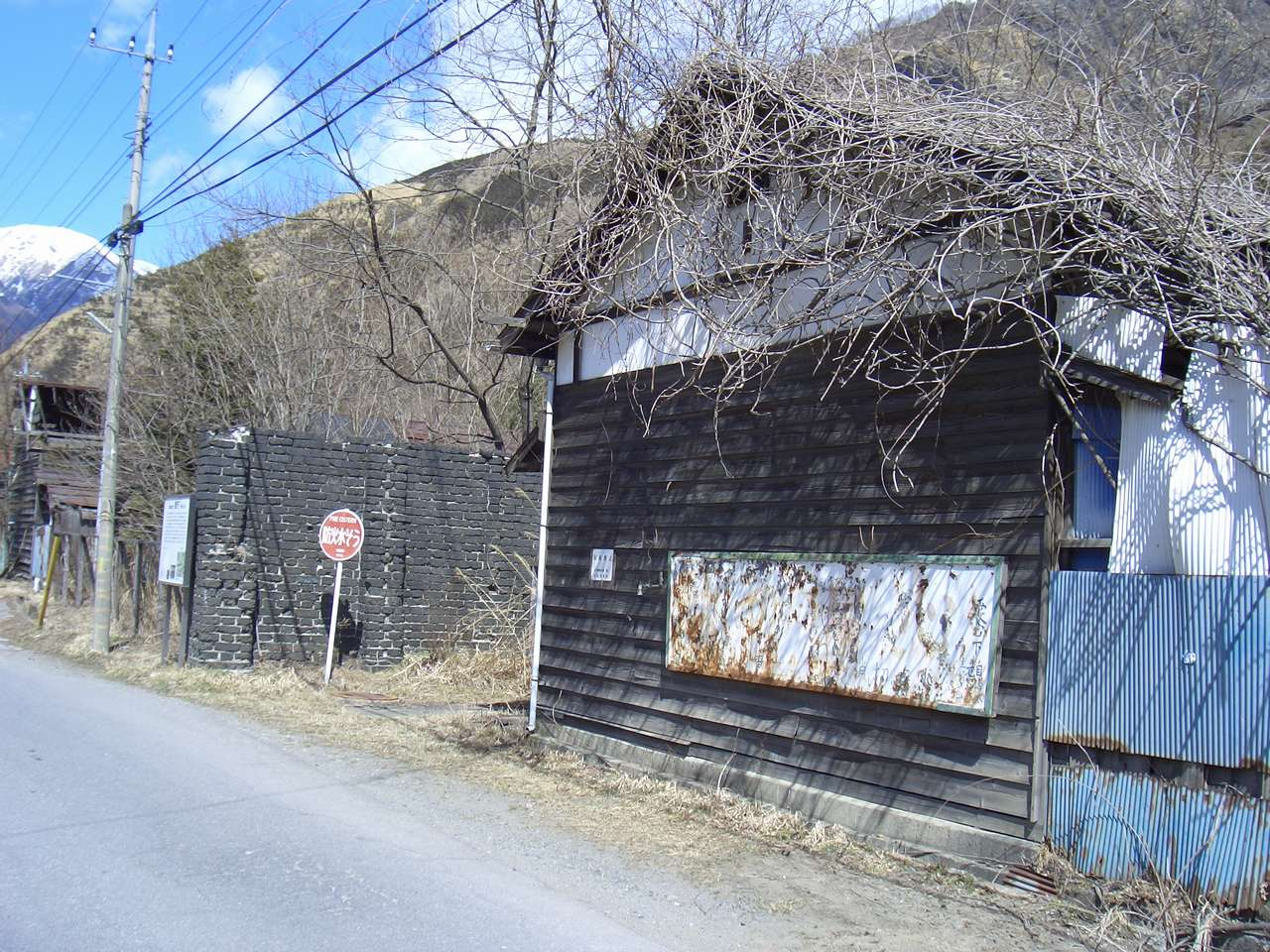
社員住宅と防火壁、防火水槽。
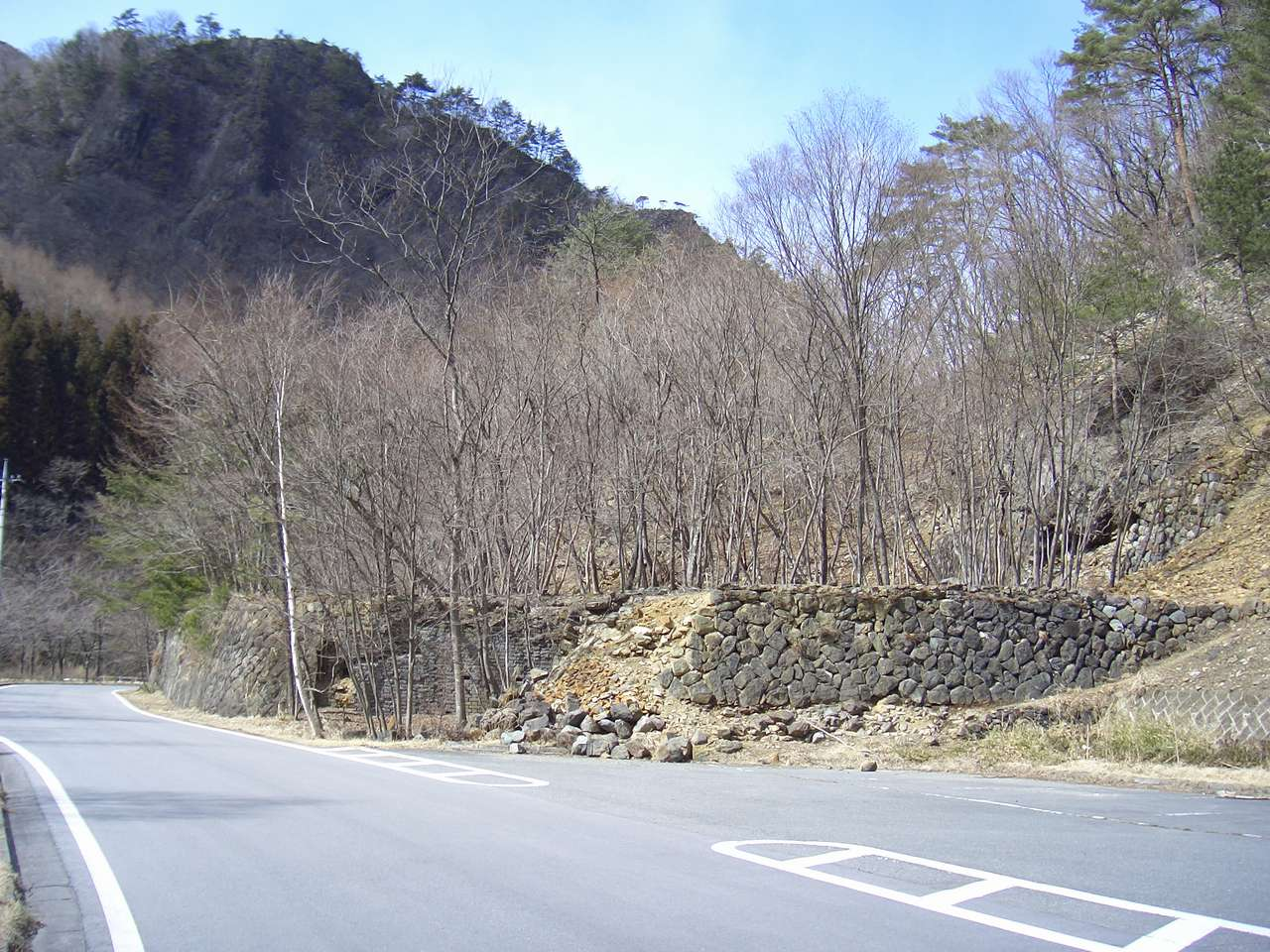
無人になった小滝地区。積んである石の上に社員住宅などがあった。小滝坑閉鎖後しばらくして無人となった。2005年現在、2軒の温泉宿があるだけである。
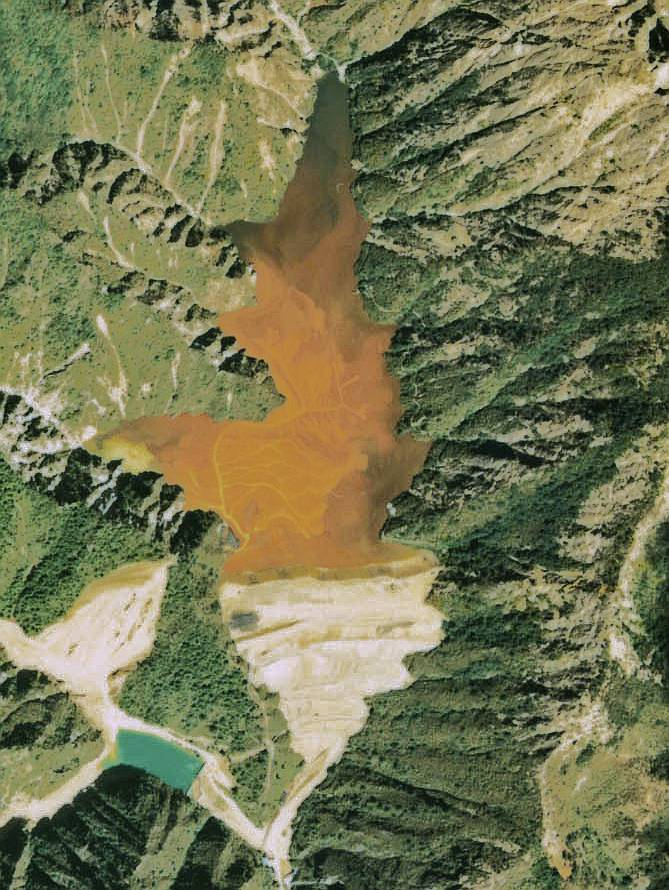
簀子橋堆積場[9]（1976年度撮影）
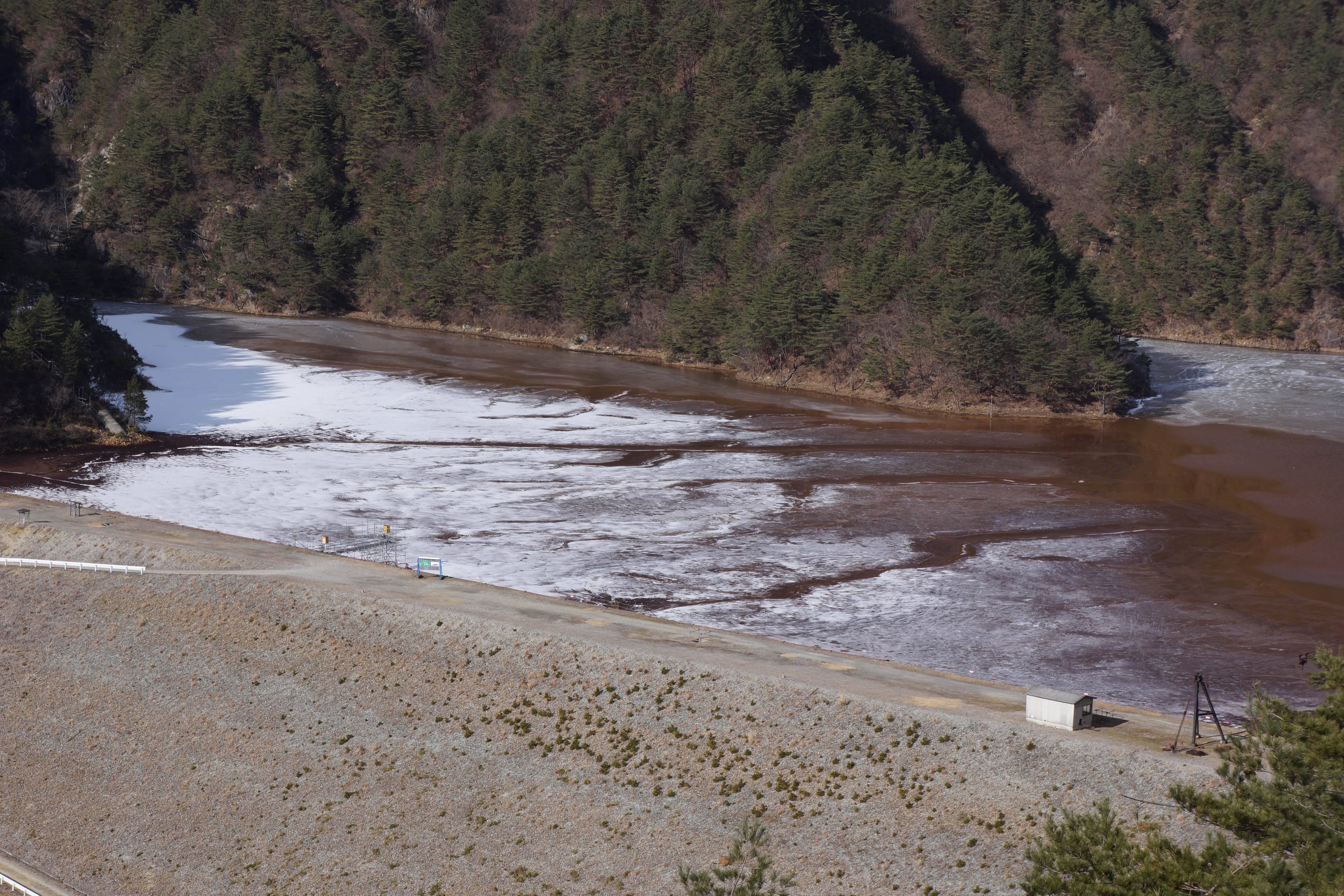
簀子橋堆積場近影。2017年12月撮影。

## 作品
※発表順
映画
- 『将軍家光の乱心 激突』（1989年） - 竹千代・矢島局・堀田正俊が投獄された場所として登場。

ラジオドラマ
- 『銅山』（1953年） - 木下順二が手掛けたNHKラジオドラマ[10]。

小説
- 『坑夫』（1908年） - 夏目漱石の長編小説。作中では明らかにされていないものの、足尾銅山が舞台であるとされている。
- 『渡良瀬川』（1941年） - 大鹿卓の長編小説。足尾鉱毒事件を主題としている[10]。中央公論社。大鹿卓は旧制秋田鉱山専門学校出身であり、鉱山を主題とする『野蛮人』や『金山』などの作品も書いている[10]。
- 『大洗』『閉じる家』『火の車』 - いずれも立松和平の短編小説。立松の曽祖父である片山吉之助は足尾銅山における雑夫飯場の経営者だった[10]。

ノンフィクション
- 『壺中の天地を求めて』（1988年） - 三浦佐久子によりまとめられた、古河鉱業に勤務し足尾銅山の抗夫を務めた後、「足尾焼」の基礎を作った郡司敏夫を中心に取材を行い綴られたノンフィクション[11]。三浦は「足尾を語る会」の代表も務めた。
- 『足尾万華鏡 － 銅山町を彩った暮らしと文化』（2004年）- 三浦佐久子によりまとめられた、「足尾焼」に留まらない「足尾銅山で生まれた文化」について綴られたノンフィクションエッセイ[12]。